# Riga Cup de 2017
Riga Cup de 2017 foi o terceiro evento do Grand Prix Júnior de 2017–18 e a quarta vez que a Letônia sediou o Grand Prix ISU Júnior. A competição foi disputada entre os dias 6 de setembro e 9 de setembro, na cidade de Riga, Letônia. Os patinadores ganham pontos para se qualificar para a final do Grand Prix Júnior de 2017–18.

## Eventos
- Individual masculino
- Individual feminino
- Duplas
- Dança no gelo

## Medalhistas
| Evento                        | Ouro                                           | Prata                                            | Bronze                                         |
| Individual masculino detalhes | Mitsuki Sumoto · Japão                         | Makar Ignatov · Rússia                           | Tomoki Hiwatashi · Estados Unidos              |
| Individual feminino detalhes  | Daria Panenkova · Rússia                       | Rika Kihira · Japão                              | Emmy Ma · Estados Unidos                       |
| Duplas detalhes               | Apollinariia Panfilova · Dmitry Rylov · Rússia | Aleksandra Boikova · Dmitrii Kozlovskii · Rússia | Evelyn Walsh · Trennt Michaud · Canadá         |
| Dança no gelo detalhes        | Sofia Shevchenko · Igor Eremenko · Rússia      | Anastasia Shpilevaya · Grigory Smirnov · Rússia  | Caroline Green · Gordon Green · Estados Unidos |

## Resultados

### Individual masculino
| Pos.              | Nome               | Nacionalidade    | Pontos | PC         | PL          |
| ----------------- | ------------------ | ---------------- | ------ | ---------- | ----------- |
| Medalha de ouro   | Mitsuki Sumoto     | Japão            | 203.51 | 63.25 (4)  | 140.26 (1)  |
| Medalha de prata  | Makar Ignatov      | Rússia           | 196.88 | 64.95 (2)  | 131.93 (2)  |
| Medalha de bronze | Tomoki Hiwatashi   | Estados Unidos   | 189.89 | 61.35 (5)  | 128.54 (3)  |
| 4                 | Roman Savosin      | Rússia           | 187.54 | 63.95 (3)  | 123.59 (4)  |
| 5                 | Ivan Pavlov        | Ucrânia          | 181.63 | 67.17 (1)  | 114.46 (6)  |
| 6                 | Matyáš Bělohradský | República Tcheca | 177.32 | 60.95 (6)  | 116.37 (5)  |
| 7                 | Yuto Kishina       | Japão            | 166.04 | 54.93 (12) | 111.11 (7)  |
| 8                 | Maxim Naumov       | Estados Unidos   | 163.66 | 57.64 (9)  | 106.02 (9)  |
| 9                 | Kai Xiang Chew     | Malásia          | 161.41 | 59.10 (8)  | 102.31 (13) |
| 10                | Maxence Collet     | França           | 160.23 | 56.27 (10) | 103.96 (11) |
| 11                | Isaak Droizen      | Alemanha         | 160.01 | 55.06 (11) | 104.95 (10) |
| 12                | Kyeong Jae-seok    | Coreia do Sul    | 156.82 | 54.27 (13) | 102.55 (12) |
| 13                | Nikolaj Majorov    | Suécia           | 156.71 | 49.03 (17) | 107.68 (8)  |
| 14                | Corey Circelli     | Canadá           | 155.52 | 59.28 (7)  | 96.24 (14)  |
| 15                | Yakau Zenko        | Bielorrússia     | 141.84 | 49.51 (15) | 92.33 (15)  |
| 16                | Kims Pavlovs       | Letônia          | 138.80 | 47.72 (18) | 91.08 (16)  |
| 17                | Alexander Borovoj  | Hungria          | 137.49 | 51.03 (14) | 86.46 (19)  |
| 18                | Mihhail Selevko    | Estônia          | 136.54 | 49.28 (16) | 87.26 (18)  |
| 19                | Nikita Manko       | Cazaquistão      | 132.75 | 42.65 (22) | 90.10 (17)  |
| 20                | Joshua Brown       | Reino Unido      | 132.01 | 45.81 (19) | 86.20 (20)  |
| 21                | Darian Kaptich     | Austrália        | 129.54 | 43.71 (20) | 85.83 (21)  |
| 22                | Alexander Zlatkov  | Bulgária         | 128.06 | 43.22 (21) | 84.84 (23)  |
| 23                | Sam Mcallister     | Irlanda          | 122.31 | 37.03 (25) | 85.28 (22)  |
| 24                | Evan Wrench        | África do Sul    | 113.28 | 38.72 (24) | 74.56 (24)  |
| 25                | Daniels Roschiks   | Letônia          | 103.92 | 38.84 (23) | 65.08 (25)  |
| 26                | Igors Tatarinovs   | Letônia          | 72.75  | 34.35 (26) | 38.40 (26)  |

### Individual feminino
| Pos.              | Nome                         | Nacionalidade    | Pontos | PC         | PL         |
| ----------------- | ---------------------------- | ---------------- | ------ | ---------- | ---------- |
| Medalha de ouro   | Daria Panenkova              | Rússia           | 185.80 | 66.65 (1)  | 119.15 (2) |
| Medalha de prata  | Rika Kihira                  | Japão            | 180.46 | 55.05 (6)  | 125.41 (1) |
| Medalha de bronze | Emmy Ma                      | Estados Unidos   | 172.62 | 59.92 (3)  | 112.70 (4) |
| 4                 | Alisa Fedichkina             | Rússia           | 171.98 | 63.48 (2)  | 108.50 (5) |
| 5                 | Yuhana Yokoi                 | Japão            | 169.59 | 55.19 (5)  | 114.40 (3) |
| 6                 | Ashley Lin                   | Estados Unidos   | 161.23 | 54.57 (8)  | 106.66 (6) |
| 7                 | Anastasiia Arkhipova         | Ucrânia          | 158.61 | 53.54 (9)  | 105.07 (7) |
| 8                 | Lee Hyun-soo                 | Coreia do Sul    | 148.00 | 54.64 (7)  | 93.36 (8)  |
| 9                 | Alison Schumacher            | Canadá           | 144.61 | 55.64 (4)  | 88.97 (11) |
| 10                | Viveca Lindfors              | Finlândia        | 136.94 | 46.47 (10) | 90.47 (9)  |
| 11                | Klára Štěpánová              | República Tcheca | 130.20 | 41.11 (16) | 89.09 (10) |
| 12                | Polina Andrejeva             | Letônia          | 126.01 | 43.63 (12) | 82.38 (12) |
| 13                | Nastasya Eremina             | Estônia          | 122.33 | 42.37 (14) | 79.96 (13) |
| 14                | Sophie Abrams                | Israel           | 119.57 | 44.51 (11) | 75.06 (15) |
| 15                | Dora Nagy                    | Hungria          | 114.56 | 38.35 (19) | 76.21 (14) |
| 16                | Anna Litvinenko              | Reino Unido      | 113.38 | 41.92 (15) | 71.46 (16) |
| 17                | Ilayda Bayar                 | Turquia          | 113.06 | 42.91 (13) | 70.15 (17) |
| 18                | Arina Somova                 | Letônia          | 109.31 | 39.22 (17) | 70.09 (18) |
| 19                | Anete Lace                   | Letônia          | 105.56 | 36.85 (21) | 68.71 (19) |
| 20                | Greta Morkyte                | Lituânia         | 102.65 | 35.08 (23) | 67.57 (20) |
| 21                | Katie Pasfield               | Austrália        | 102.44 | 35.02 (24) | 67.42 (21) |
| 22                | Presiyana Dimitrova          | Bulgária         | 100.70 | 38.69 (18) | 62.01 (25) |
| 23                | Haley Yao                    | Taipei Chinesa   | 99.78  | 33.03 (27) | 66.75 (22) |
| 24                | Natalia Paulin               | México           | 98.92  | 32.61 (29) | 66.31 (23) |
| 25                | Lizaveta Malinovskaya        | Bielorrússia     | 97.87  | 37.80 (20) | 60.07 (27) |
| 26                | Cassandra Johansson          | Suécia           | 95.61  | 32.95 (28) | 62.66 (24) |
| 27                | Kristin Valdis Ornolfsdottir | Islândia         | 90.49  | 33.18 (26) | 57.31 (29) |
| 28                | Zhansaya Adykhanova          | Cazaquistão      | 90.43  | 34.67 (25) | 55.76 (30) |
| 29                | Kim Cheremsky                | Azerbaijão       | 90.37  | 28.59 (31) | 61.78 (26) |
| 30                | Kristina Isaev               | Alemanha         | 88.24  | 30.46 (30) | 57.78 (28) |
| 31                | Ellen Yu                     | Noruega          | 85.70  | 35.33 (22) | 50.37 (32) |
| 32                | Thita Lamsam                 | Tailândia        | 81.39  | 27.29 (33) | 54.10 (31) |
| 33                | Diane Gabrielle Panlilio     | Filipinas        | 77.05  | 27.50 (32) | 49.55 (33) |
| 34                | Aneeta Lingam                | Malásia          | 71.16  | 25.98 (34) | 45.18 (34) |
| 35                | Hiu Yau Chow                 | Hong Kong        | 67.00  | 24.11 (35) | 42.89 (35) |

### Duplas
| Pos.              | Nome                                       | Nacionalidade    | Pontos | PC         | PL         |
| ----------------- | ------------------------------------------ | ---------------- | ------ | ---------- | ---------- |
| Medalha de ouro   | Apollinariia Panfilova / Dmitry Rylov      | Rússia           | 157.51 | 55.99 (2)  | 101.52 (2) |
| Medalha de prata  | Aleksandra Boykova / Dmitrii Kozlovskii    | Rússia           | 153.93 | 56.12 (1)  | 97.81 (4)  |
| Medalha de bronze | Evelyn Walsh / Trennt Michaud              | Canadá           | 153.73 | 50.15 (5)  | 103.58 (1) |
| 4                 | Ekaterina Alexandrovskaya / Harley Windsor | Austrália        | 151.50 | 55.44 (3)  | 96.06 (5)  |
| 5                 | Laiken Lockley / Keenan Prochnow           | Estados Unidos   | 151.27 | 52.64 (4)  | 98.63 (3)  |
| 6                 | Kseniia Akhanteva / Valerii Kolesov        | Rússia           | 129.53 | 46.26 (6)  | 83.27 (6)  |
| 7                 | Chloe Choinard / Mathieu Ostiguy           | Canadá           | 121.27 | 41.21 (9)  | 80.06 (7)  |
| 8                 | Cléo Hamon / Denys Strekalin               | França           | 118.18 | 45.12 (7)  | 73.06 (10) |
| 9                 | Anastasiia Smirnova / Artem Darenskiy      | Ucrânia          | 118.00 | 44.25 (8)  | 73.75 (9)  |
| 10                | Riku Miura / Shoya Ichihashi               | Japão            | 114.31 | 40.08 (10) | 74.23 (8)  |
| 11                | Edita Horňáková / Radek Jakubka            | República Tcheca | 110.49 | 39.82 (11) | 70.67 (11) |
| 12                | Greta Crafoord / John Crafoord             | Suécia           | 102.24 | 38.88 (12) | 63.36 (12) |

### Dança no gelo
| Pos.              | Nome                                    | Nacionalidade  | Pontos | DC         | DL         |
| ----------------- | --------------------------------------- | -------------- | ------ | ---------- | ---------- |
| Medalha de ouro   | Sofya Shevchenko / Igor Eremenko        | Rússia         | 140.91 | 58.87 (2)  | 82.04 (1)  |
| Medalha de prata  | Anastasia Shpilevaya / Grigory Smirnov  | Rússia         | 139.83 | 60.11 (1)  | 79.72 (2)  |
| Medalha de bronze | Caroline Green / Gordon Green           | Estados Unidos | 124.58 | 52.82 (3)  | 71.76 (3)  |
| 4                 | Shira Ichilov / Vadim Davidovich        | Israel         | 120.60 | 49.85 (5)  | 70.75 (4)  |
| 5                 | Alicia Fabbri / Claudio Pietrantonio    | Canadá         | 119.67 | 50.73 (4)  | 68.94 (6)  |
| 6                 | Maria Golubtsova / Kirill Belobrov      | Ucrânia        | 119.12 | 48.86 (6)  | 70.26 (5)  |
| 7                 | Emma Gunter / Caleb Wein                | Estados Unidos | 113.08 | 46.96 (7)  | 66.12 (8)  |
| 8                 | Valerie Taillefer / Jason Chan          | Canadá         | 110.42 | 42.59 (9)  | 67.83 (7)  |
| 9                 | Charise Matthaie / Maximilian Pfisterer | Alemanha       | 102.28 | 44.13 (8)  | 58.15 (9)  |
| 10                | Loica Demougeot / Theo Le Mercier       | França         | 100.03 | 42.48 (10) | 57.55 (10) |
| 11                | Yana Bozhilova / Kaloyan Georgiev       | Bulgária       | 87.85  | 36.17 (11) | 51.68 (11) |
| 12                | Jessica Palfreyman / Charlton Doherty   | Austrália      | 76.97  | 31.50 (12) | 45.47 (13) |
| 13                | Gioia Pucci / Kevin Ojala               | Estônia        | 75.60  | 28.42 (14) | 47.18 (12) |
| 14                | Karina Sidarenka / Maksim Yalenich      | Bielorrússia   | 72.65  | 31.46 (13) | 41.19 (14) |

## Quadro de medalhas
| Ordem | País           | Medalha de ouro | Medalha de prata | Medalha de bronze |    | Ordem por total |
| ----- | -------------- | --------------- | ---------------- | ----------------- | -- | --------------- |
| 1     | Rússia         | 3               | 3                |                   | 6  | 1               |
| 2     | Japão          | 1               | 1                |                   | 2  | 3               |
| 3     | Estados Unidos |                 |                  | 3                 | 3  | 2               |
| 4     | Canadá         |                 |                  | 1                 | 1  | 4               |
| TOTAL | TOTAL          | 4               | 4                | 4                 | 12 | —               |